# D.C. Four Seasons 〜ダ・カーポ〜 フォーシーズンズ
『D.C. Four Seasons 〜ダ・カーポ〜 フォーシーズンズ』は、CIRCUS原作で角川書店から2005年12月15日に発売されたPlayStation 2用ゲーム。通称『D.C.F.S.』。2008年6月27日には原作のCIRCUSからWindows用アダルトゲームの移植版『D.C. After Seasons 〜ダ・カーポ〜 アフターシーズンズ』が発売された。通称は『D.C.A.S.』。

## 概要
（出典：）
『D.C.P.S. 〜ダ・カーポ〜 プラスシチュエーション』の後の1年間の物語が、春夏秋冬の4つの季節に分けて語られる。各季節に3人ずつ、合計12人のヒロインのストーリーが展開する。『D.C. Summer Vacation 〜ダ・カーポ サマーバケーション〜』・『D.C. White Season 〜ダ・カーポ ホワイトシーズン〜』の2作品に新シナリオを追加してリメイクした内容となっている。

### 『D.C.F.S.』のパッケージ
『D.C.F.S.』は通常版とDXパックの2種類のパッケージが同時発売された。
DXパックはゲームディスクがピクチャーレーベルとなっているほか、特典として映像ディスク『初音島放送局番外編DVD VOL.2』と「D.C.F.S.特製日めくりカレンダー」（2006年用）が付属する。数量限定の予約特典は「D.C.F.S.校章付き携帯ストラップ」（風見学園の校章付き）。

### 『D.C.F.S.』→『D.C.A.S.』の変更点
- Hシーンなどの新規CGの追加。
- 「二人だけの音楽会」と「永遠の願い」のrinoによるカバー。
- PC版の声優陣に変更。
- 新規ショートストーリー「AS」の追加。

## ストーリー
（出典：）
白河ことり・工藤叶・紫和泉子編「Cherry Blossom」
純一は遊園地のペアチケットを入手して、恋人とデートする。しかし些細なことからすれちがって2人は喧嘩してしまう。
朝倉音夢・月城アリス・彩珠ななこ編「Summer Vacation」
夏休みに豪華クルージングへ出かけた純一とヒロインたち。しかしトラブルから無人島でサバイバル生活をすることになる。
芳乃さくら・胡ノ宮環・水越萌編「Autumn Color」
純一とヒロインたちは山間の別荘へやってきて紅葉を楽しんでいたが、ミステリアスな事件が発生する。
天枷美春・水越眞子・鷺澤美咲編「White Season」
クリスマス直前の初音島で、純一とヒロインたちは不思議な出来事を経験する。

## 主題歌
※歌手は『D.C.F.S.』 / 『D.C.A.S.』の順。
オープニングテーマ「Hello Future」
作詞・作曲：rino、編曲：河合英嗣、歌：yozurino* / 同左
「Cherry Blossom」イメージソング「二人だけの音楽会」
作詞：畑亜貴、作曲・編曲：chokix、歌：白河ことり（堀江由衣） / rino
「Summer Vacation」イメージソング「Special Day 〜太陽の神様〜」
作詞・作曲：yozuca*、編曲：前澤寛之、歌：朝倉音夢（野川さくら） / yozuca*
『D.C. Summer Vacation 〜ダ・カーポ サマーバケーション〜』オープニングテーマのカバー。
「Autumn Color」イメージソング「永遠の願い」
作詞・作曲：rino、編曲：大久保薫、歌：芳乃さくら（田村ゆかり） / rino
「White Season」イメージソング「White Season」
作詞：tororo、作曲・編曲：土屋学、歌：天枷美春（神田朱未） / rino
エンディングテーマ「BELIEVE」
作詞・作曲：rino、編曲：大久保薫、歌：yozurino* / 同左
『D.C.P.C. 〜ダ・カーポ〜 プラスコミュニケーション』でも用いられた。
以上の楽曲は『D.C. Four Seasons 〜ダ・カーポ〜 フォーシーズンズ ボーカルミニアルバム』（ランティス）に収録。